# Mad Bomber - L'uomo sputato dall'inferno
Mad Bomber - L'uomo sputato dall'inferno (The Mad Bomber) è un film del 1973 diretto da Bert I. Gordon.
È un film poliziesco a sfondo drammatico statunitense con Vince Edwards, Chuck Connors e Neville Brand.

## Produzione
Il film fu diretto, sceneggiato e prodotto (con Marc Behm) da Bert I. Gordon (accreditato anche come direttore della fotografia) per la College Productions e girato da fine aprile 1972.

## Colonna sonora
- Reaching Out - di Dan Yordan, cantata da Nancy Honnold

## Distribuzione
Il film fu distribuito con il titolo The Mad Bomber negli Stati Uniti nell'aprile 1973 al cinema dalla Cinemation Industries. È stato poi redistribuito anche con il titolo  The Police Connection.
Altre distribuzioni:
- in Francia il 13 dicembre 1973 (Le détraqué)
- in Giappone il 5 gennaio 1974
- in Germania Ovest il 21 marzo 1974 (Aus der Hölle gespuckt e Einer wird bluten)
- in Perù nel 1975 (El dinamitero e El dinamitero loco)
- in Francia il 9 marzo 1977 (redistribuzione)
- in Italia (Mad Bomber - L'uomo sputato dall'inferno)

## Critica
Secondo il Morandini il film è "rozzo, tagliato con l'accetta, incline al sensazionalismo violento".

## Promozione
Le tagline sono:
- It Will Blow Your Mind!
- THE RAPIST - The only man who can identify the bomber.
- THE PSYCHO COP - He's got two jobs - find a mad bomber and find a rapist.
- THE MAD BOMBER - He's blowing up the town piece by piece.
- IN HANDCUFFS OR A PAPER BAG, He doesn't care how he brings them in!
- He's got the town in his hand and it is ticking!